# Breviceps mossambicus

Verbreitungsgebiet von Breviceps mossambicus

Breviceps mossambicus ist eine Amphibien-Art aus der Familie der Kurzkopffrösche, die zur Gattung Breviceps gezählt wird.

## Vorkommen
Die Art kommt im südöstlichen Afrika vom östlichen Tansania nach Süden über Mosambik bis Südafrika, Eswatini und Simbabwe vor, im Nordwesten wird die Demokratische Republik Kongo erreicht. In Südafrika gilt sie als ungefährdet und recht häufig. Auch die  Weltnaturschutzunion (IUCN) stuft sie als ungefährdet („least concern“) ein.

## Beschreibung
Die Kopf-Rumpf-Länge beträgt bis 48 Millimeter. Die Körperoberseite ist schmutzig rostbraun. An den Seiten geht die Farbe in ein gelbbraun über. Auf dem Vorderrücken und den Rumpfseiten finden sich verstreute dunkle Flecken. In der Rückenmitte ist häufig eine mehr oder weniger deutliche helle Längslinie vorhanden. Vom Auge verläuft eine breite, braune oder schwarze Binde schräg nach hinten und unten. Die Unterseite ist schmutzig weiß, es findet sich nur unterhalb des Kopfes ein großer, brauner oder schwarzer Fleck. Der Vorderkopf springt stärker vor als bei Breviceps gibbosus, ist aber trotzdem noch kürzer als der Augendurchmesser. Die Kopf-Rumpf-Länge beträgt das acht- bis zehnfache des Augendurchmessers. Der Interorbitalraum ist geringfügig breiter als ein oberes Augenlid. Die Gliedmaßen sind sehr kurz. Der erste Finger ist deutlich kürzer als der zweite. Der zweite Finger ist erheblich länger als der vierte Finger. Die fünfte Zehe ist viel kürzer als der große, schaufelförmige Metatarsalhöcker. Die Subarticularhöcker an den Fingern und Zehen sind gut entwickelt. Die Haut ist mit zahllosen feinen Drüsenporen versehen oder auch mit flachen Warzen besetzt.
Die Art bildet im Freiland Hybride mit der sehr ähnlichen und nahe verwandten Breviceps adspersus, diese sind anhand der dorsalen Zeichnungsmuster unterscheidbar; insbesondere besitzt B.mossambicus keine Reihe heller Flecken beiderseits der Rückenmitte und der Flanken.

## Lebensweise
Breviceps mossambicus ist eine Art der offenen Lebensräume. Häufig wird sie unter Haufen verrottender Vegetation in Siedlungsnähe gefunden. Die Entwicklung ist, als Ausnahme unter den Amphibien, aber innerhalb der Verwandtschaft verbreitet, terrestrisch. Das Weibchen legt kleine Eigelege von bis zu zwanzig Eiern in selbstgegrabene, runde Erdhöhlen abseits aller Gewässer ab, oft liegen sie unter Steinen oder umgestürzten toten Baumstämmen. Die Eier erreichen 6 Millimeter Durchmesser und sind in eine ebenso dicke Dotterkapsel eingeschlossen, die unter anderem als Schutz gegen Austrocknung dienen soll. Die Entwicklung benötigt sechs bis acht Wochen. Die Kaulquappen nehmen während der Entwicklung keine Nahrung zu sich und sind daher auf die vom Ei mitgelieferten Dottervorräte angewiesen. Das Weibchen verlässt die Erdkammer nach der Eiablage und verschließt diese, bleibt aber in deren Nähe.
Die Paarungszeit liegt überwiegend im Frühling oder Frühsommer nach starken Regenfällen, kann aber über das ganze Jahr ausgedehnt sein. Männchen rufen vom Boden aus, teilweise vom Eingang zu Erdbauten. Der Ruf wird als Reihe kurzer Zirplaute mit etwa zwei Tönen pro Sekunde umschrieben. Während des Amplexus bei der Paarung scheidet das Männchen aus Drüsen eine klebrige Substanz ab, die die Paarungspartner temporär zusammenkittet.

## Systematik
Die Art Breviceps mossambicus wurde 1854 von Wilhelm Peters erstbeschrieben. Ein Synonym ist Breviceps mitchelli Hoffman, 1944.